# Morti nel 1741
| Questa pagina contiene informazioni ricavate automaticamente dalle voci biografiche con l'ausilio del template Bio e di un bot. L'aggiornamento è periodico e automatico e ricostruisce completamente la pagina. Se manca una persona in questa lista, sei pregato di non aggiungerla, ma accertati piuttosto che la sua voce biografica contenga il template Bio e che i dati anagrafici siano correttamente compilati. Se il template Bio manca, inseriscilo tu stesso o, in alternativa, metti l'avviso {{tmp\|Bio}} che ne segnala la mancanza. Se i dati riportati sono sbagliati, correggi direttamente la voce biografica; le modifiche saranno visibili in questa lista entro pochi giorni. Per chiarimenti vedi il progetto biografie. La lista contiene solo le 86 persone che sono citate nell'enciclopedia e per le quali è stato implementato correttamente il template Bio. Pagina aggiornata al 18 lug 2025. |

## Gennaio(2)
- 5 gennaio - Ann Turner Robinson, soprano inglese
- 15 gennaio - Ramon Despuig, spagnolo (n. 1670)

## Febbraio(8)
- 6 febbraio - Maffeo Nicolò Farsetti, arcivescovo cattolico italiano (n. 1677)
- 13 febbraio - Johann Joseph Fux, compositore e teorico della musica austriaco (n. 1660)
- 15 febbraio - Georg Raphael Donner, scultore e prete austriaco (n. 1693)
- 15 febbraio - Francesco Torti, medico e anatomista italiano (n. 1658)
- 19 febbraio - Andrea Locatelli, pittore italiano (n. 1695)
- 21 febbraio - Jethro Tull, agronomo e inventore britannico (n. 1674)
- 25 febbraio - Ferdinando Porretti, latinista, scrittore e teologo italiano (n. 1684)
- 27 febbraio - John Ker, I duca di Roxburghe, nobile e politico scozzese (n. 1680)

## Marzo(4)
- 1º marzo - Orazio Borgondio, gesuita e matematico italiano (n. 1675)
- 16 marzo - Eleonora Luisa Gonzaga, nobile (n. 1686)
- 17 marzo - Jean-Baptiste Rousseau, poeta e drammaturgo francese (n. 1670)
- 31 marzo - Pieter Burman il Vecchio, filologo classico olandese (n. 1668)

## Aprile(7)
- 4 aprile - Vittorio Amedeo I di Savoia-Carignano, principe italiano (n. 1690)
- 11 aprile - James Waldegrave, I conte Waldegrave, nobile e ambasciatore inglese (n. 1684)
- 16 aprile - Francesco Granet, critico letterario e traduttore francese (n. 1692)
- 17 aprile - Onofrio Avellino, pittore italiano (n. 1674)
- 21 aprile - Giovanna Maria di Monaco, religiosa monegasca (n. 1662)
- 24 aprile - Antoine François de Pardaillan de Gondrin, ammiraglio francese (n. 1709)
- 27 aprile - Faustino Bocchi, pittore italiano (n. 1659)

## Maggio(11)
- 1º maggio - Elizabeth Felton, nobildonna inglese (n. 1676)
- 5 maggio - Eleonore von Lobkowicz, nobile boema (n. 1682)
- 12 maggio - Girolamo Bonoli, religioso, storico e scrittore italiano (n. 1656)
- 16 maggio - Giacomo Lanfredini, cardinale e vescovo cattolico italiano (n. 1680)
- 17 maggio - Francesco Antonio Correr, patriarca cattolico italiano (n. 1676)
- 19 maggio - Thomas Twining, imprenditore britannico (n. 1675)
- 21 maggio - Bartolomeo Ruspoli, cardinale italiano (n. 1697)
- 22 maggio - Giuseppe Maria Martelli, arcivescovo cattolico italiano (n. 1678)
- 23 maggio - Charles Armand René de La Trémoille, nobile francese (n. 1708)
- 24 maggio - Augustus FitzRoy, marinaio inglese (n. 1716)
- 25 maggio - Daniel Ernst Jablonski, teologo tedesco (n. 1660)

## Giugno(6)
- 10 giugno - Giuseppe Maria Mazza, scultore e pittore italiano (n. 1653)
- 14 giugno - Carolina d'Assia-Rheinfels-Rotenburg, principessa (n. 1714)
- 17 giugno - Alvise Pisani, doge (n. 1664)
- 22 giugno - Joseph-Hector Fiocco, compositore fiammingo (n. 1703)
- 24 giugno - David Carnegie, V conte di Northesk, nobile scozzese (n. 1701)
- 27 giugno - Ferdinando Ruggieri, architetto italiano (n. 1691)

## Luglio(9)
- 2 luglio - François Xavier d'Entrecolles, gesuita francese (n. 1664)
- 3 luglio - Elisabetta Teresa di Lorena, regina (n. 1711)
- 7 luglio - Domenico Manni, ingegnere italiano (n. 1646)
- 8 luglio - Pietro Paltronieri, pittore italiano (n. 1673)
- 10 luglio - Conrad Zellweger, politico svizzero (n. 1664)
- 22 luglio - Vasilij Alekseevič Urusov, ammiraglio russo
- 26 luglio - Guglielmo Enrico di Sassonia-Eisenach, duca (n. 1691)
- 28 luglio - Antonio Vivaldi, compositore e violinista italiano (n. 1678)
- 30 luglio - Wirich Philipp von Daun, generale austriaco (n. 1669)

## Agosto(7)
- 3 agosto - Lorenzo Altieri, cardinale italiano (n. 1671)
- 7 agosto - Augustin Nadal, drammaturgo, poeta e giornalista francese (n. 1659)
- 11 agosto - Maria Anna di Borbone-Condé, principessa francese (n. 1697)
- 22 agosto - Pedro de Castro, generale spagnolo (n. 1678)
- 26 agosto - Maria Elisabetta d'Asburgo, nobile austriaca (n. 1680)
- 27 agosto - Costantino Gatta, medico, antiquario e storico italiano (n. 1673)
- 31 agosto - Johann Gottlieb Heineccius, giurista tedesco (n. 1681)

## Settembre(4)
- 7 settembre - Blas de Lezo, ammiraglio spagnolo (n. 1689)
- 9 settembre - Pauline Félicité de Mailly, francese (n. 1712)
- 14 settembre - Charles Rollin, storico francese (n. 1661)
- 25 settembre - Marcello Passari, cardinale e arcivescovo cattolico italiano (n. 1678)

## Ottobre(3)
- 9 ottobre - Domenico Lalli, librettista italiano (n. 1679)
- 10 ottobre - Louis de l'Isle de la Croyère, astronomo e esploratore francese (n. 1685)
- 15 ottobre - Anna Maria Francesca di Sassonia-Lauenburg, nobile (n. 1672)

## Novembre(4)
- 5 novembre - Johannes Schuyler, Jr., imprenditore e politico statunitense (n. 1697)
- 20 novembre - Melchior de Polignac, cardinale, arcivescovo cattolico e diplomatico francese (n. 1661)
- 24 novembre - Ulrica Eleonora di Svezia, regina svedese (n. 1688)
- 28 novembre - Francesco Bertos, scultore italiano (n. 1678)

## Dicembre(7)
- 2 dicembre - Raffaele Chyliński, presbitero polacco (n. 1694)
- 7 dicembre - Carlo Ambrogio Mezzabarba, patriarca cattolico italiano (n. 1685)
- 14 dicembre - Johann Amman, botanico e medico svizzero (n. 1707)
- 16 dicembre - Thomas Bruce, III conte di Elgin, nobile e politico scozzese (n. 1656)
- 16 dicembre - Vincenzo Maria Mazzoleni, arcivescovo cattolico italiano (n. 1667)
- 19 dicembre - Vitus Bering, esploratore e cartografo danese (n. 1681)
- 21 dicembre - Bernard de Montfaucon, monaco cristiano, paleografo e archeologo francese (n. 1655)

## Senza giorno specificato(14)
- Costantino Balbi, doge (n. 1676)
- Antonio Domenico Bamberini, pittore italiano (n. 1666)
- Antoine Banier, mitografo, traduttore e religioso francese (n. 1673)
- Giovanni Antonio Cappello, pittore italiano (n. 1669)
- Carlo Francesco Cesarini, compositore italiano
- Bartolomeo Chiozzi, ingegnere italiano (n. 1671)
- Jacopo Franchini, architetto e scultore italiano (n. 1665)
- Sebastiano Galeotti, pittore italiano (n. 1675)
- Jacob Christoph Le Blon, pittore e incisore tedesco (n. 1667)
- Giovanni Antonio Pellegrini, pittore italiano (n. 1675)
- Ignaz Preissler, pittore tedesco (n. 1676)
- Françoise Prévost, danzatrice francese
- Anthony Sayer, inglese (n. 1672)
- Herman van der Myn, pittore olandese (n. 1684)